# Васіт – Беррі
Васіт – Беррі – складова трубопровідної інфраструктури, що обслуговує саудійський газопереробний завод Васіт.
В 2015 році став до ладу газопереробний завод Васіт. Отриманий після вилучення шкідливих домішок та зріджених вуглеводневих газів товарний газ (метанова фракція), видається до розташованого дещо більш ніж за три десятки кілометрів газового хабу Беррі, для чого спорудили трубопровід WBG-1 (Wasit Berri Gas-1), виконаний в діаметрі 1400 мм.
Можливо відзначити, що Васіт – Беррі прямує в одному коридорі із газопроводом Хурсанія – Беррі, який також транспортує товарний газ. Крім того, на вихідний пункт трубопроводу виведена перемичка Фадхілі – Васіт, що може подавати продукцію газопереробного заводу Фадхілі.
У Джубайлі великими споживачами товарного газу є заводи аміаку компаній SAFCO, Al-Bayroni, Ibn Al-Baytar, заводи метанолу компаній Ibn Sina, International Methanol Company, Ar Razy, Chemanol, ТЕС Джубайль, металургійний комбінат компанії Hadeed. При цьому до Джубайлю окрім зазначеного вище Хурсанія – Беррі також виведені трубопроводи товарного газу  Беррі – Джубайль та Утманія – Беррі.